# Arrabah
Arrabah è un villaggio palestinese, sito nella Cisgiordania.

## Geografia
Situato a circa 13 km a sud ovest di Jenin e circa 40 km a nord di Nablus, ha una popolazione di 10.000 abitanti e sorge 350 metri sopra il livello del mare.